# Hans Hylkema
 (octobre 2018).
Si vous disposez d'ouvrages ou d'articles de référence ou si vous connaissez des sites web de qualité traitant du thème abordé ici, merci de compléter l'article en donnant les références utiles à sa vérifiabilité et en les liant à la section « Notes et références ».
Hans Hylkema, né en 1946 à Amsterdam, est un réalisateur et scénariste néerlandais.

## Filmographie
- 1975 : Kattengat 10
- 1983 : De mannetjesmaker
- 1983 : The Kingmaker Connection (nl)[2]
- 1985 : Welkom thuis
- 1985 : Het bloed kruipt
- 1986 : Vreemde Eend in de Bijt
- 1987 : Julia's geheim
- 1988 : De papegaai
- 1991 : Last Date[3]
- 1991 De laatste sessie
- 1993 : Oeroeg (nl)[4]
- 1997 : Freemarket (nl)[5]
- 1999 : Soekarno blues
- 2001 : Kid Dynamite
- 2010 : Den Uyl en de affaire Lockheed
- 2010 : Straaljagers over Soestdijk